# Auguste Duméril
Auguste Henri André Duméril (30 de noviembre de 1812– 12 de noviembre de 1870) fue un médico, zoólogo francés. Fue profesor de Herpetología e Ictiología en el Museo Nacional de Historia Natural de Francia, París de 1857.

## Biografía
Su padre André Marie Constant Duméril también era zoólogo.
Estudia medicina en la Universidad de París y se doctora en ciencias en 1842.
En 1844, en esa misma universidad, es asistente de profesor de fisiología comparada.
En 1851, Auguste Duméril es asistente naturalista en el Museo, sucediendo a Gabriel Bibron, muerto prematuramente en 1848. Completa, con su padre, la Erpétologie générale que termina de publicar en 1854.
Aunque el nombre paterno aparece en el título del Catalogue méthodique de la collection des Reptiles, de 1851, solo él es su autor. Su obra más importante en materia de herpetología fue la parte consagrada a reptiles; que realizó luego de la Mission scientifique au Mexique dans l'Amérique Centrale (1870-1909), donde anfibios la firma Paul Brocchi (1838-1898). Esa expedición la conduce Marie-Firmin Bocourt (1873-1897). Duméril no termina su manuscrito porque muere durante el sitio de París (1870-1871), donde se desencaderon pestes en París. Será Bocourt, ayudado de François Mocquart (1834-1917), Léon Vaillant (1834-1914) y de Fernand Angel (1881-1950) que terminan su texto.

## Otras publicaciones
- Erpétologie Générale ou Histoire Naturelle Complète des Reptiles. 9 vols. 1 atlas, Librairie Encyclopédique de Roret, Paris 1834–1854 (online) - con G. Bibron y A. H. C. Duméril
- L’évolution du foetus [concurso por una cátedra de anatomía]. Fain et Thunot, París 1846
- Catalogue méthodique de la collection des reptiles du Muséum d’Histoire Naturelle de Paris. Gide et Baudry, París 1851
- Monographie de la tribu des torpédiniens ou raies électriques comprenant un genre nouveau, trois espèces nouvelles et deux espèces nommées dans le musée de Paris, mais non encore décrites. In: Revue et magasin de zoologie pure et appliquée. 2.ª época, vol. 4, N.º 4-6, 1852, pp. 176–189, pp. 227–244, pp. 270–285
- Note sur un nouveau genre de Reptiles Sauriens, de la famille des Chalcidiens (le Lépidophyme), et sur le rang que les Amphisbéniens doivent occuper dans la classe des Reptiles. Revue et magasin de zoologie pure et appliquée 4. 2.ª época, N.º 9, 1852, pp. 401–414
- Description des reptiles nouveaux ou imparfaitement connus de la collection du Muséum d'histoire naturelle et remarques sur le classification et les caractères des reptiles. Premier Mémoire. Archives du Muséum d'Histoire Naturelle 6, Paris. 1852, pp. 209–264
- Description des reptiles nouveaux ou imparfaitement connus de la collection du Muséum d'histoire naturelle et remarques sur le classification et les caractères des reptiles. Deuxième Mémoire. Archives du Muséum d'Histoire Naturelle 8, Paris. 1856, pp. 437–588
- Histoire naturelle des poissons ou Ichtyologie générale. 2 vols. Librairie encyclopèdique de Roret, Paris 1865–1870
- Reproduction dans la ménagerie des reptiles au Muséum d'histoire naturelle, des axolotls, batraciens urodèles à branchies persistantes, de México (Siredon mexicanus vel Humboldtii), qui n'avaient encore jamais été vus vivants en Europe. Gauthier-Villars París 1865. 4 pp.
- Études sur les reptiles. Mission Scientifique au Mexique et dans l’Amérique Centrale. – Recherches zoologiques. 3.ª paridad. – I Sección. Imprimerie Imperiale, París 1870–1900 con M. F. Bocourt y M. F. Mocquard

## Abreviatura (zoología)
La abreviatura Duméril  se emplea para indicar a Auguste Duméril como autoridad en la descripción y taxonomía en zoología.

## Literatura
- Duméril, Auguste (1812–1870). En: Kraig Adler (ed.) Contributions to the History of Herpetology 1, 1989, ISBN 0916984192